# 托尔 (奥布省)
托尔（法語：Thors）是法国奥布省的一个市镇，位于该省东部，属于奥布河畔巴尔区。该市镇的总面积为8.33平方公里，2009年时的人口为71人。

## 人口
托尔人口变化图示
| 数据来源：INSEE |